# Borowosi
Borowosi is een bestuurslaag in het regentschap Nias Selatan van de provincie Noord-Sumatra, Indonesië. Borowosi telt 1174 inwoners (volkstelling 2010).